# Мастера Музыки
«Мастера Музыки» — международный музыкальный фестиваль мастер-классов, проходящий ежегодно в Москве с 10 ноября 2013 года.
В основе фестиваля лежит идея проведения европейских мастер-классов в Москве, которые дают возможность молодым музыкантам из разных регионов России получить современные знания и опыт от известных европейских музыкантов и музыкантов с мировым именем. Но содержание фестиваля — это не только мастер-классы. На фестивальных площадках проходят концерты мастеров мировой сцены и молодых музыкантов, дискуссии по злободневным вопросам исполнительского искусства, творческие встречи, конференции. В разные годы фестивальные события проходили не только в столице, но и в Санкт-Петербурге, Казани, Набережных Челнах.

## Организаторы фестиваля
Организатор фестиваля — автономная некоммерческая организация Творческая Лаборатория «ГОШпроджектс» (Autonomous Nonprofit Organization of creative laboratory «GOSHprojects»), которая осуществляет свою деятельность по реализации инновационных проектов в области искусства.
Автором идеи и выбора направления деятельности фестиваля является арт-директор организации Гусев Георгий Александрович — выпускник Московской консерватории и Национальной академии Санта Чечилия в Риме.

## История фестиваля
2013 год
Первый Международный фестиваль мастер-классов «Мастера Музыки» состоялся с 10 по 16 ноября в содружестве с известным виолончельным фестивалем «Viva Cello» Бориса Андрианова. Георгий Гусев, как арт-директор фестиваля, пригласил в качестве Мастеров (преподавателей мастер-классов) всемирно известных музыкантов: Джованни Соллима (Giovanni Sollima) — профессора Академии Санта Чечилия в Риме, Тонха Владимира Константиновича — профессора Российской академии музыки имени Гнесиных, Селезнёва Алексея Николаевича — профессора Московской консерватории.
В концертах фестиваля приняли участие молодые, но уже известные музыканты — лауреаты конкурса Чайковского Александр Бузлов, Гайк Казазян, а также Юлия Игонина, Михаил Рудой и музыканты из Европы — Людмила Фирагина (Германия) и Константин Карзанов (Австрия).
В мастер-классах, концертах, творческих встречах, дискуссиях фестиваля приняли участие учащиеся музыкальных школ, колледжей и студенты ВУЗов, а также молодые педагоги из 15 городов России.
Фестивальными площадками стали:
- Большой зал Московской консерватории
- Большой концертный зал Российской академии музыки имени Гнесиных
- Рахманиновский зал Московской консерватории
- Концертный зал имени Ирины Архиповой
- Аудитории Дома Брюса от Международного союза музыкальных деятелей и Фонда Ирины Архиповой (партнёров фестиваля).

2014 год
Второй Международный фестиваль мастер-классов «Мастера Музыки» прошел с 11 по 14 сентября 2014 года. Всемирно известная выставка NAMM Musik Messe Russia выступила партнёром фестиваля и предоставила свои площадки для его проведения. Воплощение в фестивальных программах новых аранжировок классической музыки, новых музыкальных инструментов, представление неизвестных в России молодых западных исполнителей в сочетании с демонстрацией на выставке новейших достижений в музыкальной индустрии — всё это создавало и новую атмосферу фестиваля, сближая его с современными тенденциями в мировой музыкальной культуре.
Приглашёнными Мастерами (участниками концертов и преподавателями мастер-классов) выступили: Джованни Ди Джандоменико (Giovanni Di Giandomenico) — молодой сицилийский композитор из Палермо и исполнитель-виртуоз на древнем китайском инструменте пипа Линлин Юй (Lingling Yu) из Женевской консерватории.
Помимо концертов, мастер-классов и творческих встреч на площадках выставки, арт-директор фестиваля виолончелист Георгий Гусев дал концерты
- на Горбушке с программой «The New Age of Cello» (программа исполнена на электровиолончели)
- в концертном зале имени Н. Я. Мясковского Московской консерватории совместно с Линлин Юй.

2015 год
Третий Международный фестиваль мастер-классов «Мастера Музыки» проходил с 6 сентября по 4 октября 2015 года. Он проходил на площадках двух столиц: Санкт-Петербурга и Москвы.
В фестивальной программе (мастер-классы, концерты, творческие встречи, дискуссии) приняли участие не только студенты и преподаватели музыкальных учебных заведений двух столиц (Москвы и Санкт-Петербурга), но и приехавшие специально в Москву студенты и педагоги из Казани, Нижнего Новгорода, Минска (Республика Беларусь), Рима (Италия), Дрездена (Германия).Также, в рамках фестиваля при поддержки Департамента культуры города Москвы и методического кабинета прошли курсы повышения квалификации для преподавателей музыкальных школ и школ искусств Москвы.
Наибольший интерес вызвали мастер-классы двух представителей виолончельной школы Александра Пятигорского:
1. Перлин, Владимир Павлович — профессор Белорусской государственной академии музыки,
2. Смирнов Александр Владимирович — заслуженный работник культуры РФ, доктор педагогических наук.

Ярким событием фестиваля были концерты Георгия Гусева с сольным мультимедийным проектом «Cello Drive» в Санкт-Петербурге и Москве. В проекте приняли участие: Симоне Сфамели (Simone Sfameli) — ударник, перкуссионист из Палермо (Италия, Сицилия), Фернандо Д’Анжело (Fernando D’Angelo, Рим, Италия) — автор видео-инсталляций на концерте в КЦ «Эрарта», Александр Наймушин (VJ Kirsan) — автор видео-инсталляций в клубах Москвы (Россия, Москва).
Концертные площадки фестиваля:
- Концертный зал музея современного искусства Эрарта в Санкт-Петербурге
- Сцены Конгрессно-выставочного центра «Сокольники»
- Клубы Москвы

2016 год
Четвёртый Международный фестиваль мастер-классов «Мастера Музыки» проходил с 11 по 17 сентября в содружестве с NAMM Musikmesse Russia и Парком «Музеон» города Москвы.
В рамках фестиваля впервые прошёл конкурс молодых исполнителей в стиле Classical crossover и дискуссия на тему «Classical crossover — явление времени». Лауреаты конкурса выступили на Главной сцене выставки и участвовали в концертных программах фестиваля.
Впервые участником фестиваля был оркестр виолончелистов «Cellorchestra» из города Палермо (Сицилия) под руководством профессора Палермской консерватории Франческо Фонтана (Francesco Fontana). Оркестр в рамках фестиваля дал 3 концерта, а Маэстро Франческо Фонтана провёл мастер-классы в Московской консерватории.
Также, впервые в концертах фестиваля принял участие известный российский виолончелист, лауреат конкурса имени П. И. Чайковского Александр Рамм.
Фестивальные площадки:
- Главная сцена Конгрессно-выставочного центра «Сокольники»
- сцены и павильоны Парка «Музеон»
- Клуб Алексея Козлова (партнёр фестиваля)
- Кафедральный собор Петра и Павла
- Концертный зал имени Н. Я. Мясковского Московской консерватории

2017 год
Пятый Международный фестиваль мастер-классов «Мастера Музыки» проходил с 11 по 29 сентября 2017 года на площадках Москвы, Казани, Набережных Челнов.
В рамках фестиваля второй раз прошёл конкурс молодых исполнителей в стиле Classical crossover. Конкурс проходил в два тура: заочный (по видеозаписям) и очный (на концертной площадке в Москве). Гран-При конкурса завоевала Hanako Nakamura — вокал, фортепиано (Япония, Токио).
Организаторы фестиваля впервые предприняли так называемую «музыкальную экспедицию» в регионы. Основные мероприятия прошли в городе на Каме, известном своим заводом КамАЗ, — Набережные Челны. Мастер-классы для учащихся и преподавателей музыкальных школ и колледжа искусств города, концерты (сольные и с учащимися колледжа) провёл арт-директор фестиваля Георгий Гусев. В Казани для учащихся и преподавателей города состоялся концерт в дуэте с виолончелистом Алишером Гумаровым.
Впервые на фестивале прозвучало словосочетание Музыкальная импровизация, как способ обучения ученика музыке, который даёт глубокое понимание истоков рождения музыки и большую исполнительскую свободу.
В рамках фестиваля прошёл Второй конкурс молодых исполнителей в стиле Classical Crossover
Фестивальными площадками стали:
- Набережночелнинский колледж искусств
- Детская школа искусств города Набережные Челны
- Центр современной культуры «Смена» города Казани
- Музей русской иконы Михаила Абрамова

2018 год
Шестой международный фестиваль «Мастера Музыки» проходил в виде двух сессий.
Весенняя сессия фестиваля состоялась 24 и 25 марта и представляла собой серию мастер-классов Бориса Андрианова по специальности «Виолончель» и Сергея Георгиевича Гиршенко по специальности «Скрипка». Участниками мастер-классов были учащиеся и педагоги из Москвы и регионов России (Санкт-Петербург, Казань, Набережные Челны, Тамбов, Челябинск, Омск).
Осенняя сессия фестиваля проходила с 6 по 8 ноября и завершилась концертом «Маленький Большой Артист» в театре Градский Холл. Преподавателями мастер-классов выступили Дмитрий Илларионов — выдающийся российский гитарист и Евгений Румянцев — доцент Московской консерватории, ученик Натальи Николаевны Шаховской. Руководитель оркестра «Градский холл» и дирижёр Константин Казначеев.
Площадки фестиваля:
- Дом Рахманинова
- Московский Дом Самодеятельного Творчества
- Градский Холл
- Международная школа музыки «Лауреат»

2019 год
Седьмой международный фестиваль «Мастера Музыки» проходил в виде двух сессий. Причём, организатор фестиваля Творческая Лаборатория «ГОШпроджектс» в 2018 году получила Грант от Фонда президентских грантов на его проведение
Весенняя сессия фестиваля проходила с 15 по 21 апреля и по условиям заявки на грант включала проведение мастер-классов по специальностям:
- Фортепиано — преподаватель — профессор Московской консерватории Вершинин Александр Александрович[6]
- Скрипка — преподаватель — профессор Московской консерватории Гиршенко, Сергей Георгиевич
- Вокальное искусство — преподаватели — артисты мировой оперной сцены Аюшеевы Елена и Чингис
- Классическая гитара — преподаватель — доцент РАМ имени Гнесиных Илларионов, Дмитрий Николаевич

А также, проведение творческих встреч, дискуссий, семинаров, посещение концертов в лучших концертных залах столицы, посещение Третьяковской галереи, экскурсии по Москве. Все мероприятия фестиваля, проживание и питание участников производились за счёт Фонда президентских грантов.
Площадки фестиваля:
- Дом Рахманинова
- Московский Дом Самодеятельного Творчества
- Градский Холл — концерт участников фестиваля «Мастер и Ученик»
- Международная школа музыки «Лауреат»

Осенняя сессия фестиваля проходила с 5 по 10 ноября и включала проведение мастер-классов по специальностям:
- Виолончель — Георгий Гусев — виолончелист, композитор, арт-директор фестиваля «Мастера Музыки»
- Флейта — доцент Московской консерватории Ивушейкова, Ольга Юрьевна
- Кларнет — доцент Московской консерватории Безносов Михаил Ильич[8]
- Ударные инструменты — профессор Российской академии музыки имени Гнесиных Лукьянов Дмитрий Михайлович[9]

Аналогично с весенней сессией в программу фестиваля включены дискуссии, семинары, творческие встречи, посещение концертов в лучших концертных залах столицы, посещение третьяковской галереи, экскурсии по Москве.
Все мероприятия фестиваля, включая концерт-открытие и концерт «Мастер и Ученик», прошли на площадке школы имени Гнесиных.

### Видео
- Фестиваль "Мастера Музыки", 2017.
- Конкурс на участие в фестивале "Мастера Музыки", 2019.
- Мастер-классы Александра Вершинина на фестивале "Мастера Музыки", 2019.
- Мастер-классы Сергея Гиршенко на фестивале "Мастера Музыки", 2019.
- Мастер-классы Дмитрия Илларионова на фестивале "Мастера Музыки", 2019.
- Мастер-классы Елены и Чингиса Аюшеевых на фестивале "Мастера Музыки", 2019.